# Борис Ставрев
Борис Ставрев Томов - Хайгъра е бивш български футболист, защитник.

Играл е за Владислав (Варна) от 1921 до 1929 г. Има 91 мача и 8 гола в градското и областно първенство на Варна и в държавното първенство на България. Двукратен шампион и носител на купата на страната през 1925 и 1926, вицешампион през 1928 г. Има 1 мач за националния отбор.